# Ахмед Раді
Ахмед Раді Амаєш Аль-Салехі (араб. أحمد راضي هميش; нар. 21 березня 1964, Багдад, Ірак — 21 червня 2020) — іракський футболіст та тренер, виступав на позиції нападника. Належить до числа найкращих іракських футболістів усіх часів. Автор єдиного голу збірної Іраку на чемпіонаті світу 1986 року, забив після прострілу низом з кута штрафного майданчика в програному (1:2) поєдинку проти Бельгії. У 1988 році був обраний найкращим футболістом Азії.

## Клубна кар'єра
Ахмад Раді розпочав кар'єру в 1982 році у клубі «Аль-Завраа». У команді грав до 1985 року, коли перейшов у клуб «Ар-Рашид», який напередодні переходу Ахмеда потрапив під контроль Удея Хусейна. З «Аль-Рашидом» виграв три чемпіонства і два Кубка Іраку. Після фінальної частини чемпіонату світу 1986 року «Аль-Рашид» отримав пропозицію про купівлю Раді за 1 мільйон доларів від уругвайського «Пеньяроля», проте керівництво іракського клубу одразу ж відповіло відмовою.
Повернувшись в «Аль-Завраа», став чемпіоном країни в 1991 році. Згодом виступав за катарський клуб «Аль-Вакра», став найкращим бомбардиром чемпіонату Катару сезону 1993/94 з 12 м'ячами. З 1996 року знову грав за «Аль-Завраа», виграв чемпіонат Іраку сезону 1998/99, після чого закінчив виступи.

## Кар'єра в збірній
У збірній Іраку дебютував 28 квітня 1983 року в товариському матчі зі збірною Єгипту, в цій же зустрічі відзначився першим голом за збірну. У 1986 році був викликаний тренером Еварісто де Маседо для участі в Чемпіонаті світу 1986 року, де команда Іраку вилетіла за підсумками групового етапу. Відзначився єдиним голом команди на турнірі, забивши у програному (1:2) матчі проти збірної Бельгії. У поєдинку проти Парагваю головний арбітр скасував гол Раді, оскільки, на думку рефері, буквальносекундою раніше м'яч вийшов за межі поля. Провів 3 матчі на Олімпійських іграх 1988 року.
У складі збірної виграв 2 Кубки арабських країн, по 1 разу Панарабські ігри та Кубок Перської затоки. У 1988 році був названий футболістом року в Азії. У списку найкращих футболістів Азії XX століття за версією МФФІІС у 2000 році зайняв 9-е місце. Завершив міжнародну кар'єру в 1997 році, коли його зусиль виявилося недостатньо, щоб врятувати Ірак від неочікуваної поразки в кваліфікації Чемпіонату світу 1988 року.

## Кар'єра тренера
По завершенні кар'єри гравця розпочав тренерську діяльність. Одразу ж після цього очолив «Аль-Шорту». На тренерському містку цього клубу виграв Елітний кубок Іраку 2000, перемігши у фінальному поєдинку свій колишній клуб, «Аль-Завраа». Мав можливість підписати для «Аль-Шорти» Юніса Махмуда, але по завершенні перегляду вирішив не запрошувати футболіста в команду. З 2002 по 2003 рік працював головним тренером «Аль-Завраа».

## Політична діяльність
У жовтні 2007 року він був призначений опозиційним Іракським фронтом до Ради представників Іраку, замінивши Абд аль-Насіра аль-Джанабі, який залишив свою посаду, щоб приєднатися до повстанців.

## Статистика

### Голи за збірну
Рахунок та результат Іраку з голами Ахмеда вказаний на початку.
| #   | Дата              | Місце                                      | Суперник          | Рахунок | Результат | Змагання                             |
| --- | ----------------- | ------------------------------------------ | ----------------- | ------- | --------- | ------------------------------------ |
| 1.  | 10 жовтня 1983    | Шарджа Крікет Стедіум, Шарджа              | ОАЕ               | 2–2     | 2–2       | квал. Олімпіади 1984                 |
| 2.  | 25 березня 1984   | Роял Оман Поліс Стедіум, Маскат            | Катар             | 1–2     | 1–2       | 7-й Арабський кубок Перської затоки  |
| 3.  | 15 березня 1985   | Аль-Садаква Валсалам, Ель-Кувейт           | Ліван             | 5–0     | 6–0       | кв. ЧС 1986                          |
| 4.  | 15 березня 1985   | Аль-Садаква Валсалам, Ель-Кувейт           | Ліван             | 6–0     | 6–0       | кв. ЧС 1986                          |
| 5.  | 18 березня 1985   | Аль-Садаква Валсалам, Ель-Кувейт           | Ліван             | 1–0     | 6–0       | кв. ЧС 1986                          |
| 6.  | 18 березня 1985   | Аль-Садаква Валсалам, Ель-Кувейт           | Ліван             | 2–0     | 6–0       | кв. ЧС 1986                          |
| 7.  | 18 березня 1985   | Аль-Садаква Валсалам, Ель-Кувейт           | Ліван             | 3–0     | 6–0       | кв. ЧС 1986                          |
| 8.  | 29 березня 1985   | ім. Короля Абдулли II, Амман               | Йорданія          | 3–2     | 3–2       | кв. ЧС 1986                          |
| 9.  | 19 квітня 1985    | Аль-Садаква Валсалам, Ель-Кувейт           | Йорданія          | 1–0     | 2–0       | кв. ЧС 1986                          |
| 10. | 5 травня 1985     | Юва Бхараті Кріранган, Колката             | Катар             | 1–0     | 2–1       | кв. ЧС 1986                          |
| 11. | 6 серпня 1985     | Мохаммед V, Касабланка                     | Лівія             | 2–0     | 2–0       | Панарабські ігри 1985                |
| 12. | 14 серпня 1985    | Мохаммед V, Касабланка                     | Саудівська Аравія | 1–0     | 2–1       | Панарабські ігри 1985                |
| 13. | 14 серпня 1985    | Мохаммед V, Касабланка                     | Саудівська Аравія | 2–0     | 2–1       | Панарабські ігри 1985                |
| 14. | 1 листопада 1985  | Аль-Шабаб, Багдад                          | Бахрейн           | 3–1     | 3–1       | Товариський матч                     |
| 15. | 8 червня 1986     | Естадіо Немезіо Діес, Толука               | Бельгія           | 1–2     | 1–2       | ЧС 1986                              |
| 16. | 21 вересня 1986   | Тегу Стедіум, Тегу                         | Оман              | 4–0     | 4–0       | Азійські ігри 1986                   |
| 17. | 23 вересня 1986   | Тегу Стедіум, Тегу                         | Пакистан          | 5–1     | 5–1       | Азійські ігри 1986                   |
| 18. | 27 березня 1987   | Аль-Садаква Валсалам, Ель-Кувейт           | ОАЕ               | 1–1     | 1–1       | кв. Олімпіади 1988                   |
| 19. | 8 квітня 1987     | Національний стадіон, Манама               | Бахрейн           | 2–1     | 3–1       | Товариський матч                     |
| 20. | 8 квітня 1987     | Національний стадіон, Манама               | Бахрейн           | 3–1     | 3–1       | Товариський матч                     |
| 21. | 1 травня 1987     | Аль-Рашид, Дубай                           | ОАЕ               | 1–0     | 3–0       | кв. Олімпіади 1988                   |
| 22. | 8 січня 1988      | Спортивний комплекс «Султан Кабус», Маскат | Катар             | 4–1     | 4–1       | кв. Олімпіади 1988                   |
| 23. | 25 лютого 1988    | Стад ель-Мензах, Туніс                     | Туніс             | 1–0     | 2–0       | Товариський матч                     |
| 24. | 8 березня 1988    | ім. Короля Фахда, Ер-Ріяд                  | Кувейт            | 1–0     | 1–0       | 9-й Арабський кубок Перської затоки  |
| 25. | 13 березня 1988   | ім. Короля Фахда, Ер-Ріяд                  | Катар             | 2–0     | 3–0       | 9-й Арабський кубок Перської затоки  |
| 26. | 13 березня 1988   | ім. Короля Фахда, Ер-Ріяд                  | Катар             | 3–0     | 3–0       | 9-й Арабський кубок Перської затоки  |
| 27. | 16 березня 1988   | ім. Короля Фахда, Ер-Ріяд                  | Саудівська Аравія | 1–0     | 2–0       | 9-й Арабський кубок Перської затоки  |
| 28. | 9 липня 1988      | Міжнародний стадіон Аммана, Амман          | Туніс             | 1–0     | 1–1       | Кубок арабських націй 1988           |
| 29. | 15 липня 1988     | Міжнародний стадіон Аммана, Амман          | Саудівська Аравія | 1–0     | 2–0       | Кубок арабських націй 1988           |
| 30. | 15 липня 1988     | Міжнародний стадіон Аммана, Амман          | Саудівська Аравія | 1–0     | 2–0       | Кубок арабських націй 1988           |
| 31. | 19 липня 1988     | Міжнародний стадіон Аммана, Амман          | Йорданія          | 1–0     | 3–0       | Кубок арабських націй 1988           |
| 32. | 17 вересня 1988   | Теджон Ганбат стедіум, Теджон              | Замбія            | 1–0     | 2–2       | Олімпіада 1988                       |
| 33. | 19 вересня 1988   | Теджон Ганбат стедіум, Теджон              | Гватемала         | 1–0     | 3–0       | Олімпіада 1988                       |
| 34. | 27 січня 1989     | Аль-Шабаб, Багдад                          | Оман              | 1–0     | 3–1       | кв. ЧС 1990                          |
| 35. | 3 лютого 1989     | Аль-Шабаб, Багдад                          | Йорданія          | 1–0     | 4–0       | кв. ЧС 1990                          |
| 36. | 3 лютого 1989     | Аль-Шабаб, Багдад                          | Йорданія          | 2–0     | 4–0       | кв. ЧС 1990                          |
| 37. | 3 лютого 1989     | Аль-Шабаб, Багдад                          | Йорданія          | 3–0     | 4–0       | кв. ЧС 1990                          |
| 38. | 3 лютого 1989     | Аль-Шабаб, Багдад                          | Йорданія          | 4–0     | 4–0       | кв. ЧС 1990                          |
| 39. | 10 лютого 1989    | Аль-Шабаб, Багдад                          | Катар             | 1–0     | 2–2       | кв. ЧС 1990                          |
| 40. | 3 листопада 1989  | Аль-Садаква Валсалам, Ель-Кувейт           | Південний Ємен    | 1–0     | 6–2       | Кубок миру й дружби 1989             |
| 41. | 3 листопада 1989  | Аль-Садаква Валсалам, Ель-Кувейт           | Південний Ємен    | 2–0     | 6–2       | Кубок миру й дружби 1989             |
| 42. | 8 листопада 1989  | Аль-Садаква Валсалам, Ель-Кувейт           | Кувейт            | 1–1     | 2–1       | Кубок миру й дружби 1989             |
| 43. | 8 листопада 1989  | Аль-Садаква Валсалам, Ель-Кувейт           | Кувейт            | 2–1     | 2–1       | Кубок миру й дружби 1989             |
| 44. | 12 листопада 1989 | Аль-Садаква Валсалам, Ель-Кувейт           | Уганда            | 1–0     | 1–1       | Кубок миру й дружби 1989             |
| 45. | 3 березня 1990    | Національний стадіон, Ель-Кувейт           | ОАЕ               | 1–2     | 2–2       | 10-й Арабський кубок Перської затоки |
| 46. | 18 серпня 1992    | Національний стадіон, Ірбід                | Ефіопія           | 1–0     | 13–0      | Товариський матч                     |
| 47. | 18 серпня 1992    | Національний стадіон, Ірбід                | Ефіопія           | 5–0     | 13–0      | Товариський матч                     |
| 48. | 18 серпня 1992    | Національний стадіон, Ірбід                | Ефіопія           | 7–0     | 13–0      | Товариський матч                     |
| 49. | 18 серпня 1992    | Національний стадіон, Ірбід                | Ефіопія           | 10–0    | 13–0      | Товариський матч                     |
| 50. | 18 серпня 1992    | Національний стадіон, Ірбід                | Ефіопія           | 13–0    | 13–0      | Товариський матч                     |
| 51. | 20 серпня 1992    | Національний стадіон, Ірбід                | Республіка Конго  | 1–0     | 3–0       | Товариський матч                     |
| 52. | 20 серпня 1992    | Національний стадіон, Ірбід                | Республіка Конго  | 2–0     | 3–0       | Товариський матч                     |
| 53. | 25 квітня 1993    | Чханвон Сівік Стедіум, Чханвон             | Південна Корея    | 1–1     | 1–1       | Товариський матч                     |
| 54. | 26 травня 1993    | Національний стадіон, Ірбід                | Ємен              | 5–1     | 6–1       | кв. ЧС 1994                          |
| 55. | 28 травня 1993    | Національний стадіон, Ірбід                | Пакистан          | 4–0     | 8–0       | кв. ЧС 1994                          |
| 56. | 30 травня 1993    | Національний стадіон, Ірбід                | КНР               | 1–0     | 1–0       | кв. ЧС 1994                          |
| 57. | 14 червня 1993    | Спортивний комплекс «Ченду», Ченду         | Йорданія          | 4–0     | 4–0       | кв. ЧС 1994                          |
| 58. | 16 червня 1993    | Спортивний комплекс «Ченду», Ченду         | Ємен              | 3–0     | 3–0       | кв. ЧС 1994                          |
| 59. | 22 жовтня 1993    | Міжнародний стадіон Халіфа, Доха           | Іран              | 1–0     | 2–1       | кв. ЧС 1994                          |
| 60. | 24 жовтня 1993    | Міжнародний стадіон Халіфа, Доха           | Саудівська Аравія | 1–0     | 1–1       | кв. ЧС 1994                          |
| 61. | 28 жовтня 1993    | Міжнародний стадіон Халіфа, Доха           | Японія            | 1–1     | 2–2       | кв. ЧС 1994                          |
| 62. | 23 травня 1997    | Лахор Стедіум, Лахор                       | Пакистан          | 6–2     | 6–2       | кв. ЧС 1998                          |

## Досягнення

### Як гравця

#### Клубні
«Аль-Рашид»
- Прем'єр-ліга (Ірак)
  -  Чемпіон (3): 1987, 1988, 1989

- Кубок Іраку
  -  Володар (2): 1987, 1988

- Арабський кубок
  -  Володар (3): 1987, 1988, 1989

«Аль-Завраа»
- Прем'єр-ліга (Ірак)
  -  Чемпіон (2): 1991, 1999

- Кубок Іраку
  -  Володар (5): 1991, 1993, 1998, 1999

#### Збірні
- Переможець Азійських ігор: 1982
- Переможець Панарабських ігор: 1985
- Переможець Кубка арабських націй: 1988
- Переможець Кубка націй Перської затоки: 1984, 1988

#### Індивідуальні
- Входить до Топ-10 азійських футболістів століття за версією IFFHS[12].
- Футболіст року в Азії 1988
- Найкращий бомбардир Кубку арабських націй 1988
- Найкращий бомбардир іракської Суперліги 1986 та 1991
- Найкращий бомбардир Ліги зірок Катару 1994

### Як тренера
«Аль-Шорта»
- Елітний кубок Іраку
  -  Володар (1): 2000